# راندي ألين
راندي ألين (بالإنجليزية: Randy Allen)‏ هو لاعب كرة قدم أمريكية أمريكي، ولد في 1950 في أبيلين في الولايات المتحدة.